# Фигари
Фигари (фр. Figari, корс. Figari) — коммуна во Франции, находится в регионе Корсика. Департамент коммуны — Южная Корсика. Входит в кантон Гран-Сюд. Округ коммуны — Сартен.
Код INSEE коммуны — 2A114.

## Население
Население коммуны на 2008 год составляло 1157 человек.
| 1962 | 1968 | 1975 | 1982 | 1990 | 1999 | 2008 |
| ---- | ---- | ---- | ---- | ---- | ---- | ---- |
| 690  | 701  | 834  | 1022 | 914  | 1005 | 1157 |

## Экономика
В районе развито виноградарство, виноград растёт на площади 153 га, из него производят вино Corse-Figari.
Также выращивается пробковый дуб.

## Транспорт

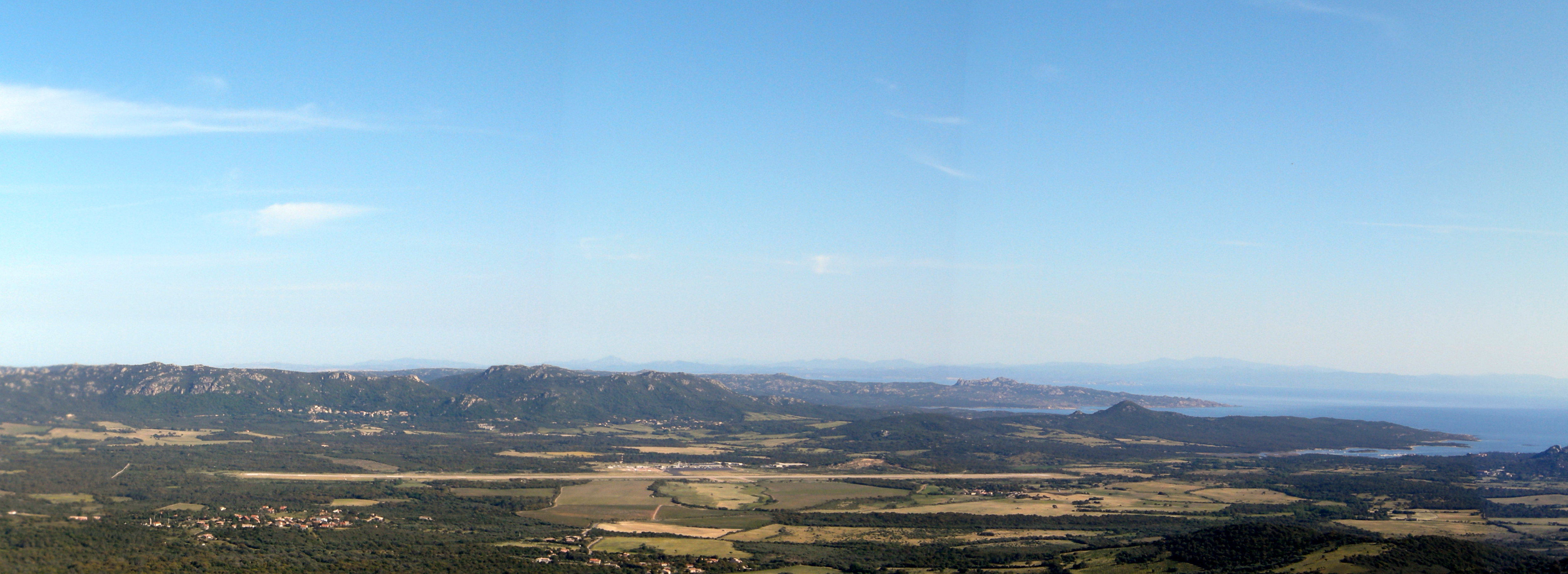
Аэропорт

Аэропорт Figari Sud-Corse является третьим по величине на Корсике. Он был открыт в 1975 году с длиной взлётно-посадочной полосы 2500 метров. В 2004 году было перевезено 254 000 пассажиров, в том числе 117 000 в Париж, 63 000 — Марсель, 34 000 — Ниццу, 37 000 — чартерными рейсами.